# Всички обичат Реймънд
„Всички обичат Реймънд“ (на английски: Everybody Loves Raymond) e американска ситуационна комедия, стартирала през 1996 г. и завършила през 2005 г., утвърдила се като една от най-добрите в жанра. Действието се развива около семейството на Реймънд Бароун (в ролята Рей Романо), спортен журналист, който живее с жена си Дебра и трите си малки деца в къща, намираща се през една улица от тази на родителите му. Поради тази причина неизменни герои на сериала са и майката на Рей – Мари, баща му Франк и брат му Робърт. Сюжетът на епизодите се върти около отношенията в това голямо семейство и е типичен за доста от комедийните поредици отвъд океана.

## Акъорски състав
- Рей Романо – Реймънд „Рей“ Бароун
- Патриша Хийтън – Дебра Бароун
- Брад Гарет – Робърт Чарлс Бароун
- Дорис Робъртс – Мари Бароун
- Питър Бойл – Франк Бароун
- Мадълин Суийтън – Александра „Али“ Бароун
- Съливан Суийтън и Сойър Суийтън – Майкъл и Джефри Бароун
- Моника Хорън – Ейми Макдугъл-Бароун

## В България
В България сериалът първоначално е излъчван по Канал 1 на 16 ноември 1999 г. За първото излъчване в дублажа участва Пламен Манасиев в ролята на Реймънд. По-късно е излъчен наново до пети сезон, но с различен състав. Ролите се озвучават от Венета Зюмбюлева, Христина Ибришимова, Иван Танев, Илия Иванов и Стефан Сърчаджиев – Съра.
На 18 февруари 2005 г. започва излъчване на шести сезон по bTV, всеки петък от 21:00. По-късно са излъчени и останалите сезони, като последният епизод е излъчен през 2006 г. На 21 февруари започва повторно излъчване от първи сезон. Дублажът е записан наново. Ролите се озвучават от Венета Зюмбюлева, Христина Ибришимова, Иван Танев и Стефан Сърчаджиев – Съра.
На 7 юни 2007 г. започва излъчването си по GTV, всеки делник от 20:00. След излъчването си бива повтарян многократно. На 5 декември 2009 г. започва още веднъж повторно излъчване по обновения bTV Comedy, всяка събота от 14:00 до 17:00 с повторение на следващия ден от 00:00 и за последно са излъчени епизоди на 2 януари 2010 г. Това излъчване продължава на 22 май 2010 г. с разписание всяка събота и неделя от 14:00 до 16:00, а от 10 юли от 16:00 до 17:00 и приключва на 24 октомври.
На 31 декември 2012 г. започва повторно излъчване по Fox, всеки делник от 14:30 с повторение от 23:30 и в неделя от 13:15 по пет епизода.
На 6 февруари 2019 г. започва по Diema, всеки делник от 16:00 по два епизода с повторение от 05:30. До 10 юни са излъчени първите шест сезона. Дублажът е записан наново. Ролите се озвучават от Христина Ибришимова, Даниела Йорданова, Иван Танев, Димитър Иванчев и Стефан Сърчаджиев – Съра.
На 15 септември 2020 г. сериалът отново се излъчва по Fox Life, всеки делник от 17:05. по четири епизода с дублажа на bTV. До края на годината са излъчени първите пет сезона. На 21 април 2022 г. започва шести сезон, всеки делник от 18:00 по четири епизода. На 2 май започва седми сезон. На 10 май започва осми сезон. Единствено първи епизод е преозвучен в Андарта Студио и Венета Зюмбюлева е заместена от Даниела Йорданова. От шести сезон дублажът е на студио Про Филмс, като Иван Танев е заместен от Георги Стоянов, а Димитър Иванчев е добавен към състава.